# 扎卢日诺耶农村居民点
扎卢日诺耶农村居民点（俄语：Залуженское сельское поселение）是俄罗斯联邦沃罗涅日州利斯基区所属的一个农村居民点。其下辖有3个居民点，行政中心为扎卢日诺耶。据2016年统计，该农村居民点的人口为4816人。